# Вилијамс (Орегон)
Вилијамс (енгл. Williams) насељено је место без административног статуса у америчкој савезној држави Орегон.

## Демографија
По попису из 2010. године број становника је 1.072.
| Група             | 2000.    | 2010.       |
| Белци             | 0 (0,0%) | 986 (92,0%) |
| Афроамериканци    | 0 (0,0%) | 5 (0,5%)    |
| Азијати           | 0 (0,0%) | 7 (0,7%)    |
| Хиспаноамериканци | 0 (0,0%) | 34 (3,2%)   |
| Укупно            | 0        | 1.072       |